# Hotel Wellington
El Hotel Wellington es un establecimiento hotelero de Madrid (ubicado en la calle de Velázquez) en el barrio de Recoletos (distrito de Salamanca). Es diseño del arquitecto español Luis Blanco Soler. Durante la defensa de Madrid fue la sede del centro de mando del General Miaja. En un lateral del edificio, hasta julio del año 1936, estuvo el Torreón desde el que Ramón Gómez de la Serna vivió sus últimos días antes de exilio. El Hotel sufrió una ampliación en el año 1976. 